# Saint-Vincent-sur-Jard

Saint-Vincent-sur-Jard este o comună în departamentul Vendée, Franța. În 2009 avea o populație de 1,205 de locuitori.